# 阿尔维塞·德维迪
阿尔维塞·德维迪（義大利語：Alvise De Vidi，1966年4月30日—），意大利男子游泳、田径运动员。他曾代表意大利参加1988年、1992年、1996年、2000年、2004年、2008年、2012年和2016年夏季残疾人奥林匹克运动会，获得七枚金牌、三枚银牌和五枚铜牌。